# 中国东方航空765号班机事故
中国东方航空765號班機事故是指2017年5月24日，一班由南京飛往香港的中国东方航空765号航班，在香港国际机场著陸時衝出25R跑道，前輪及一後輪觸及草地。
香港消防處接報到場戒備。當日中午12時許，香港機場管理局發言人證實，受事件影響北跑道需要封閉，事件中暫未有人受傷，北跑道封閉近2小時。。封閉北跑道期間，受影響的航班包括華信航空AE981班機從高雄至香港，到達香港上空時，被迫折返；香港快運航空UO3155班機從花蓮至香港，在香港上空盤旋十圈後降落；由南京至香港的國泰港龍航空KA863班機改飛廣州，延遲了6小時後抵達香港。

## 事故經過
客機降落時香港機場氣象條件不佳，有大量降水，香港天文台更發出黑色暴雨警告信號。第一次降落失敗，再第二次時空中交通管制於客機降落前告知機長地面風速16節，自北偏東20度方向吹來。客機獲准於25R跑道降落後迅速於A4滑行道轉出跑道，於第二個出口左轉進入B滑行道。然而客機並未能照做。數秒後空中交通管制提醒客機儘速於A3滑行道離開跑道，此時客機回報已於跑道上打滑。空中交通管制立即指引跟隨其後的荷蘭皇家航空KL887客機依照正常降落失敗程序重飛，16分鐘後降落南跑道。

## 涉事機型
涉事機型為空中巴士A321-200，出廠編號為3593，於2008年7月交付予中國東方航空，至此次事故時有8年機齡。

## 观点
事故后当日，原是民航機師的議員譚文豪认为，根据意外期间的航空交通管制錄音，懷疑機師在降落後未聽從指示進入滑行道。

## 事後調查
香港民航處列本次事件為「嚴重事故」。
2022年4月，香港民航意外调查机构发布调查报告。报告中指出已对跑道摩擦力和湿滑跑道着陆流程等下达改进措施。